# Eventi in pay-per-view della All Elite Wrestling
Questa pagina indica tutti gli eventi in pay-per-view e episodi speciali prodotti dalla All Elite Wrestling, federazione di wrestling statunitense nel corso della sua storia.
I pay-per-view sono disponibili negli Stati Uniti sulla piattaforma Fite TV ed in Italia su Sky Primafila.

## Elenco

### 2019
| Data            | Nome                 | Città           | Main event                                                  | Fonti |
| --------------- | -------------------- | --------------- | ----------------------------------------------------------- | ----- |
| 25 maggio 2019  | Double or Nothing    | Paradise        | Chris Jericho vs. Kenny Omega                               | [ 1 ] |
| 29 giugno 2019  | Fyter Fest           | Daytona Beach   | Joey Janela vs. Jon Moxley                                  | [ 2 ] |
| 13 luglio 2019  | Fight for the Fallen | Jacksonville    | Cody Rhodes e Dustin Rhodes vs. Matt Jackson e Nick Jackson | [ 3 ] |
| 31 agosto 2019  | All Out              | Hoffman Estates | Adam Page vs. Chris Jericho                                 | [ 4 ] |
| 9 novembre 2019 | Full Gear            | Baltimora       | Jon Moxley vs. Kenny Omega                                  | [ 5 ] |

### 2020
| Data             | Nome              | Città        | Main event | Fonti |
| ---------------- | ----------------- | ------------ | --- | ----- |
| 29 febbraio 2020 | Revolution        | Chicago      | Chris Jericho vs. Jon Moxley                                                                                                  | [ 6 ] |
| 23 maggio 2020   | Double or Nothing | Paradise     | Adam Page, Kenny Omega, Matt Hardy, Matt Jackson e Nick Jackson vs. Chris Jericho, Jake Hager, Sammy Guevara, Santana e Ortiz | [ 7 ] |
| 5 settembre 2020 | All Out           | Jacksonville | Jon Moxley vs. MJF | [ 8 ] |
| 7 novembre 2020  | Full Gear         | Jacksonville | Eddie Kingston vs. Jon Moxley                                                                                                 | [ 9 ] |

### 2021
| Data             | Nome              | Città           | Main event | Fonti  |
| ---------------- | ----------------- | --------------- | --- | ------ |
| 7 marzo 2021     | Revolution        | Jacksonville    | Jon Moxley vs. Kenny Omega                                                                                           | [ 10 ] |
| 30 maggio 2021   | Double or Nothing | Jacksonville    | Chris Jericho, Jake Hager, Sammy Guevera, Santana e Ortiz vs. Cash Wheeler, Dax Harwood, MJF, Shawn Spears e Wardlow |        |
| 5 settembre 2021 | All Out           | Hoffman Estates | Christian Cage vs. Kenny Omega                                                                                       |        |
| 13 novembre 2021 | Full Gear         | Minneapolis     | Adam Page vs. Kenny Omega                                                                                            |        |

### 2022
| Data             | Nome                     | Città           | Main event                       | Fonti |
| ---------------- | ------------------------ | --------------- | -------------------------------- | ----- |
| 6 marzo 2022     | Revolution               | Orlando         | Adam Page vs. Adam Cole          |       |
| 29 maggio 2022   | Double or Nothing        | Paradise        | Adam Page vs. CM Punk            |       |
| 26 giugno 2022   | AEW×NJPW: Forbidden Door | Chicago         | Hiroshi Tanahashi vs. Jon Moxley |       |
| 4 settembre 2022 | All Out                  | Hoffman Estates | CM Punk vs. Jon Moxley           |       |
| 19 novembre 2022 | Full Gear                | Newark          | Jon Moxley vs. MJF               |       |

### 2023
| Data             | Nome                     | Città         | Main event                          | Fonti |
| ---------------- | ------------------------ | ------------- | ----------------------------------- | ----- |
| 5 marzo 2023     | Revolution               | San Francisco | Bryan Danielson vs MJF              |       |
| 28 maggio 2023   | Double or Nothing        | Paradise      | Blackpool Combat Club vs. The Elite |       |
| 25 giugno 2023   | AEW×NJPW: Forbidden Door | Chicago       | Bryan Danielson vs. Kazuchika Okada |       |
| 27 agosto 2023   | All In                   | Londra        | MJF vs. Adam Cole                   |       |
| 3 settembre 2023 | All Out                  | Chicago       | Jon Moxley vs. Orange Cassidy       |       |
| 1º ottobre 2023  | WrestleDream             | Washington    | Darby Allin vs. Christian Cage      |       |
| 18 novembre 2023 | Full Gear                | Inglewood     | Jay White vs. MJF                   |       |
| 30 dicembre 2023 | Worlds End               | Uniondale     | MJF vs. Samoa Joe                   |       |

### 2024
| Data             | Nome                     | Città           | Main event | Fonti |
| ---------------- | ------------------------ | --------------- | --- | ----- |
| 3 marzo 2024     | Revolution               | Greensboro      | Sting e Darby Allin vs Young Bucks                                                                                           |       |
| 21 aprile 2024   | Dynasty                  | St. Louis       | Samoa Joe vs. Swerve Strickland                                                                                              |       |
| 26 maggio 2024   | Double or Nothing        | Paradise        | Bryan Danielson, Cash Wheeler, Darby Allin e Dax Harwood vs. Matthew Jackson, Nicholas Jackson, Jack Perry e Kazuchika Okada |       |
| 30 giugno 2024   | AEW×NJPW: Forbidden Door | Elmond          | Swerve Strickland vs. Will Ospreay                                                                                           |       |
| 25 agosto 2024   | All In                   | Londra          | Swerve Strickland vs. Bryan Danielson                                                                                        |       |
| 7 settembre 2024 | All Out                  | Hoffman Estates | Adam Page vs. Swerve Strickland                                                                                              |       |
| 12 ottobre 2024  | WrestleDream             | Tacoma          | Bryan Danielson vs. Jon Moxley                                                                                               |       |
| 23 novembre 2024 | Full Gear                | Newark          | Jon Moxley vs. Orange Cassidy                                                                                                |       |
| 28 dicembre 2024 | Worlds End               | Orlando         | Jon Moxley vs. Orange Cassidy vs. Adam Page vs. Jay White                                                                    |       |

### 2025
| Data           | Nome            | Città       | Main event                       | Fonti |
| -------------- | --------------- | ----------- | -------------------------------- | ----- |
| 5 gennaio 2025 | Wrestle Dynasty | Tokyo       | Zack Sabre Jr. vs Ricochet       |       |
| 9 marzo 2025   | Revolution      | Los Angeles | Jon Moxley vs. Cope              |       |
| 6 aprile 2025  | Dynasty         | Filadelfia  | Swerve Strickland vs. Jon Moxley |       |

## Statistiche
Statistiche aggiornate al 6 luglio 2025.
| #  | Wrestler                                                                      | Partecipazioni |
| -- | ----------------------------------------------------------------------------- | -------------- |
| 1  | Matt Jackson Nick Jackson                                                     | 30             |
| 2  | Adam Page MJF                                                                 | 29             |
| 3  | Chris Jericho Jon Moxley                                                      | 27             |
| 4  | Darby Allin Orange Cassidy                                                    | 25             |
| 5  | Kenny Omega                                                                   | 24             |
| 6  | Jack Perry                                                                    | 22             |
| 7  | Penta El Zero Miedo                                                           | 19             |
| 8  | Sammy Guevara                                                                 | 18             |
| 9  | Christian Cage Luchasaurus Max Caster Swerve Strickland                       | 17             |
| 10 | Bryan Danielson Cash Wheeler Dax Harwood Britt Baker Eddie Kingston Rey Fénix | 16             |